# Per qualche dollaro in più
Per qualche dollaro in più (La muerte tenía un precio en España, Por unos dólares más en Hispanoamérica) es una película de coproducción italo-hispano-alemana de 1965 dirigida por Sergio Leone y protagonizada con Clint Eastwood, Lee Van Cleef y Gian Maria Volonté.
Del género spaghetti western, fue rodada en Almería (España), y contó con la música de Ennio Morricone. Se trata de la segunda película de la llamada Trilogía del dólar, tras Por un puñado de dólares (1964).

## Argumento
Indio (Gian Maria Volonté) es un despiadado asesino que con ayuda de su banda de 14 esbirros, entre ellos un jorobado que se hace llamar Juan Salvaje (Klaus Kinski), consigue escapar de prisión y poner en alerta a todos los bancos de la región.
El hombre al que muchos llaman Manco (Clint Eastwood) es un cazarrecompensas, una profesión que comparte con un ex oficial del ejército, el coronel Douglas Mortimer (Lee van Cleef) . Finalmente, los dos se enteran de que un despiadado ladrón de bancos de sangre fría, "El Indio", ha escapado de la prisión gracias a su pandilla, matando a todos menos a uno de sus carceleros. Mientras asesina a la familia del hombre que lo capturó, Indio lleva un reloj de bolsillo musical que le había quitado a una joven, que se disparó mientras la violaba, luego de que asesinara a su esposo. El incidente ha perseguido a Indio, y fuma una droga adictiva para nublar su memoria.
Indio planea robar el Banco de El Paso (Texas), que tiene una caja fuerte encubierta que contiene "casi un millón de dólares". Manco llega al pueblo y se da cuenta de Mortimer, que llegó antes. Ve a Mortimer insultar deliberadamente al jorobado Juan Salvaje, que está reconociendo el banco. Manco se enfrenta a Mortimer después de que los dos se han estudiado, y deciden trabajar juntos, ya que ninguno tiene la intención de retroceder. Mortimer persuade a Manco para que se una a la pandilla de Indio y "lo ponga entre dos fuegos". Manco logra esto al liberar a un amigo de Indio de la prisión a pesar de las sospechas de Indio.
Indio envía a Manco y otros tres a robar el banco en la cercana Santa Cruz. Manco dispara a los tres bandidos y envía una falsa alarma telegráfica para despertar al sheriff de El Paso y su pandilla, que viajan a Santa Cruz. La pandilla destruye la pared en la parte trasera del banco de El Paso y roba la caja fuerte, pero no puede abrirla. Groggy (Luigi Pistilli) se enoja cuando Manco es el único que regresa de Santa Cruz, pero Indio acepta la versión de los hechos de Manco gracias a que Mortimer le ha dado a Manco una herida convincente. La pandilla viaja a la pequeña ciudad fronteriza de Aguas Calientes donde Mortimer, quien anticipó su destino, está esperando. Juan Salvaje reconoce a Mortimer, forzando un enfrentamiento que resulta en la muerte del jorobado antes de que Mortimer ofrezca sus servicios a Indio para abrir la caja fuerte sin usar explosivos. Indio guarda el dinero en una caja fuerte y dice que el botín se dividirá después de un mes.
Manco y Mortimer irrumpen en la caja fuerte y esconden el dinero, solo para ser atrapados inmediatamente después y golpeados. Sin embargo, Mortimer ha asegurado la cerradura de la caja fuerte e Indio cree que el dinero todavía está allí. Más tarde esa noche, Indio hace que su teniente, Niño (Mario Brega), mate al guardia estacionado para proteger a Manco y Mortimer con un cuchillo que pertenece a Cuchillo (Aldo Sambrell). Una vez que Chico ha liberado a los prisioneros, Indio revela que sabía que son cazarrecompensas y ejecuta a Cuchillo para que parezca que traicionó a la pandilla, mientras envía a sus hombres tras Manco y Mortimer con la esperanza de que se maten entre ellos para poder dividir el dinero solo entre Niño y él mismo. Pero Groggy se da cuenta del plan y obliga a Indio a abrir la caja fuerte después de matar a Niño, solo para que los dos la encuentren vacía. Finalmente, después de que él y Manco matan a los bandidos, Mortimer llama a Indio mientras revela su nombre completo. Mortimer dispara a Groggy mientras corre para cubrirse, pero es desarmado por Indio, que juega con el reloj de bolsillo mientras desafía al cazarrecompensas a recuperar su arma y matarlo cuando la música termine. Pero cuando la música termina, la misma melodía comienza con un reloj de bolsillo idéntico que Manco le ha robado a Mortimer. Manco le da su propio cinturón y pistola a Mortimer, diciendo: "Ahora empezamos". Cuando la música termina, Mortimer dispara primero, matando a Indio.
Mortimer recupera el reloj de la mano de Indio y Manco comenta el parecido de Mortimer con la mujer de las fotografías. Mortimer revela que es su hermana y, con su venganza completa, rechaza su parte de la recompensa y se va. Manco arroja los cuerpos de Indio y sus hombres en un carro, finalmente agrega el cuerpo de Groggy después de matarlo, y se marcha para cobrar las recompensas por todos ellos, deteniéndose brevemente para recuperar el dinero robado de su escondite.

## Reparto
- Clint Eastwood: "Manco" (Hombre sin nombre).
- Lee Van Cleef: coronel Douglas Mortimer.
- Gian Maria Volonté: "El indio".
- Klaus Kinski: Wild.
- Luigi Pistilli: Groggy.
- Aldo Sambrell: "Cuchillo".
- Joseph Egger: profeta.
- Panos Papadopulos: Sancho.
- Tomás Blanco: sheriff de Tucumcari.
- Frank Braña: esbirro de "El indio".
- Ricardo Palacios: tabernero.
- Roberto Camardiel: jefe de estación.
- Jesús Guzmán: pasajero del tren.
- José Terrón: Guy Calloway.
- Mario Brega: "Chico".
- Antonio Molino Rojo: "Frisco".
- Peter Lee Lawrence: cuñado de Mortimer.
- Lorenzo Robledo: delator de "El indio".
- Sergio Mendizábal: banquero de Tucumcari.

## Producción
Después del éxito de taquilla de Por un puñado de dólares en Italia, el director Sergio Leone y su nuevo productor, Alberto Grimaldi, querían comenzar la producción de una secuela, pero necesitaban que Clint Eastwood aceptara protagonizarla. Eastwood no estaba listo para comprometerse con una segunda película cuando ni siquiera había visto la primera. Rápidamente, los realizadores le entregaron una copia impresa en italiano (aún no existía una versión estadounidense) de Per un pugno di dollari. Luego, la estrella reunió a un grupo de amigos para una proyección debut en CBS Production Center y, sin saber qué esperar, trató de mantener bajas las expectativas minimizando la película. Sin embargo, a medida que los carretes se desenrollaron, las preocupaciones de Eastwood demostraron ser infundadas. El público en su mayoría no pudo entender el italiano, pero en términos de estilo y acción, la película les pareció convincente. «Todo el mundo lo disfrutó tanto como si hubiera estado en inglés», recuerda Eastwood. Pronto, habló por teléfono con el representante de los realizadores: «Sí, volveré a trabajar para ese director», dijo. Charles Bronson fue abordado nuevamente para un papel protagónico, pero pasó, citando que el guion de la secuela era como la primera película. En cambio, Lee Van Cleef aceptó el papel. Eastwood recibió 50 000 dólares por regresar en la secuela, mientras que Van Cleef recibió 17 000.
El guionista Luciano Vincenzoni escribió la película en nueve días. Sin embargo, Leone no estaba satisfecho con algunos de los diálogos del guion y contrató a Sergio Donati para que trabajara como médico de guiones no acreditado.

## Localización de rodaje
La película se rodó entre el desierto de Tabernas, Almería y la localidad madrileña de Hoyo de Manzanares, con interiores realizados en los estudios Cinecittà de Roma. El diseñador de producción Carlo Simi construyó el pueblo de El Paso en el desierto de Almería, que aún existe y es usado actualmente como atracción turística. El pueblo de Agua Caliente, donde Indio y su pandilla huyeron después del atraco al banco, es Los Albaricoques, un pueblo blanco en la llanura de Níjar.

## Posproducción
Como todo el metraje de la película se filmó en MOS (es decir, sin grabar el sonido en el momento del rodaje), Eastwood y Van Cleef regresaron a Italia, donde copiaron su diálogo y se agregaron efectos de sonido. Aunque se indica explícitamente en la película que el personaje del coronel Mortimer es originario de las Carolinas, Van Cleef optó por realizar su diálogo usando su acento nativo de Nueva Jersey en lugar de un acento sureño.

## Música
La partitura musical fue compuesta por Ennio Morricone, quien previamente había colaborado con Leone en Por un puñado de dólares. Bajo la dirección explícita de Leone, Morricone comenzó a escribir la partitura antes de que comenzara la producción, ya que Leone solía filmar con la música en el set. La música destaca por su mezcla de momentos diegéticos y no diegéticos a través de un motivo recurrente que se origina en los relojes de bolsillo idénticos pertenecientes a El Indio y al coronel Mortimer. «La música que hace el reloj transfiere tu pensamiento a un lugar diferente», dijo Morricone. «El personaje en sí aparece a través del reloj, pero en una situación diferente cada vez que aparece».
Un álbum de la banda sonora fue lanzado originalmente en Italia por RCA Italiana. En Estados Unidos, Hugo Montenegro lanzó una versión de portada al igual que Billy Strange y Leroy Holmes, quienes lanzaron una versión de portada del álbum de la banda sonora con el arte del cartel original estadounidense. Maurizio Graf cantó una voz Occhio Per Occhio / "Un ojo por ojo" con la música del taco Sixty Seconds to What?. Las actuaciones de Graf no aparecieron en la película, pero fueron lanzadas como registros de 45 RPM.

Todas las canciones escritas y compuestas por Ennio Morricone. 
| Track listing |                              |          |  |
| N.º           | Título                       | Duración |  |
| 1.            | «La Resa Dei Conti»          | 3:06     |  |
| 2.            | «Osservatori Osservati»      | 2:01     |  |
| 3.            | «Il Vizio Di Uccidere»       | 2:24     |  |
| 4.            | «Il Colpo»                   | 2:21     |  |
| 5.            | «Addio Colonnello»           | 1:44     |  |
| 6.            | «Per Qualche Dollaro In Più» | 2:50     |  |
| 7.            | «Poker D'Assi»               | 1:15     |  |
| 8.            | «Carillon»                   | 1:10     |  |

## Estreno

### Taquilla

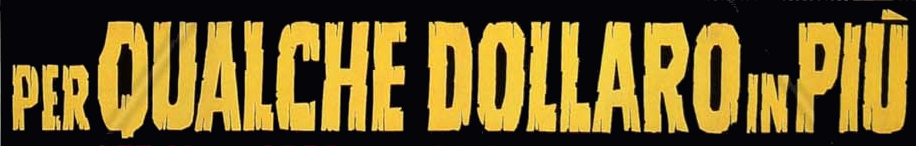
Logotipo en italiano de la película.

Per qualche dollaro in più fue estrenada en Italia en diciembre de 1965.
En el momento de su estreno en Italia, la película demostró tener incluso más éxito comercial que su predecesora. En 1967, la película se convirtió en la película más taquillera de Italia con 14 543 161 entradas.
La película se estrenó en España el 17 de agosto de 1966 como La muerte tenía un precio y se convirtió en la película española más taquillera de todos los tiempos con una recaudación de 272 millones de pesetas.
Fue la séptima película más popular en la taquilla francesa en 1966.
En los Estados Unidos, la película se estrenó el 10 de mayo de 1967, cuatro meses después del lanzamiento de Por un puñado de dólares, recaudando 5 millones de dólares.

### Recepción
Inicialmente recibió críticas mediocres de los críticos. Bosley Crowther de The New York Times dijo: «El hecho de que esta película esté construida para respaldar el ejercicio de los asesinos, para enfatizar la bravuconería del asesino y generar júbilo en manifestaciones frenéticas de muerte es, en mi opinión, una acusación tajante como tal. Llamado entretenimiento en este día». Roger Ebert del Chicago Sun-Times describió la película como «un gran cliché occidental tras otro» y que la película «se compone de situaciones y no de tramas». Su carácter simple lo puso inmediatamente expuesto a la parodia; lo destaca una del año siguiente, For a Few Dollars Less (1966), de Lando Buzzanca.
Desde entonces, la película ha ganado popularidad, al mismo tiempo que ha obtenido comentarios más positivos de los críticos contemporáneos. El sitio web del agregador de reseñas Rotten Tomatoes informa de una calificación de aprobación del 94% con una calificación promedio de 7.8 / 10 basada en 33 reseñas. El consenso del sitio web dice: «Con Clint Eastwood a la cabeza, Ennio Morricone en la partitura y la elegante dirección de Sergio Leone, Per qualche dollaro in più gana su reconocimiento como un clásico del género».
En una revisión retrospectiva de la Trilogía del Dólar, Paul Martinovic de Den of Geek dijo: «Per qualche dollari in più a menudo se pasa por alto en la trilogía, incómodamente intercalado entre la película original y la más conocida, pero es una película impresionante por derecho propio». Paolo Sardinas de MovieWeb dijo: «Eastwood lo da todo y se convierte en otra actuación icónica junto con el ladrón de escenas Lee Van Cleef, quien ayuda a hacer Per qualche dollaro in più dos veces mejor que su predecesor». El historiador de cine Richard Schickel, en su biografía de Clint Eastwood, creía que esta era la mejor película de la trilogía, argumentando que era «más elegante y compleja que Por un puñado de dólares y más tensa y comprimida que Il buono, il brutto, il cattivo». El director Alex Cox consideró la escena de la iglesia como una de «las muertes más horribles» de cualquier western, y describió al Indio interpretado por Volonté como el «villano de western más diabólico de todos los tiempos».
El periodista británico Kim Newman dijo que la película cambió la forma en la que el público veía a los cazarrecompensas. Los alejó de una «profesión de la que avergonzarse», una con una «[clasificación] inferior a una carta afilada en la escala del western de ciudadanos valiosos», a una de respetabilidad heroica.